# پاره‌گدازش

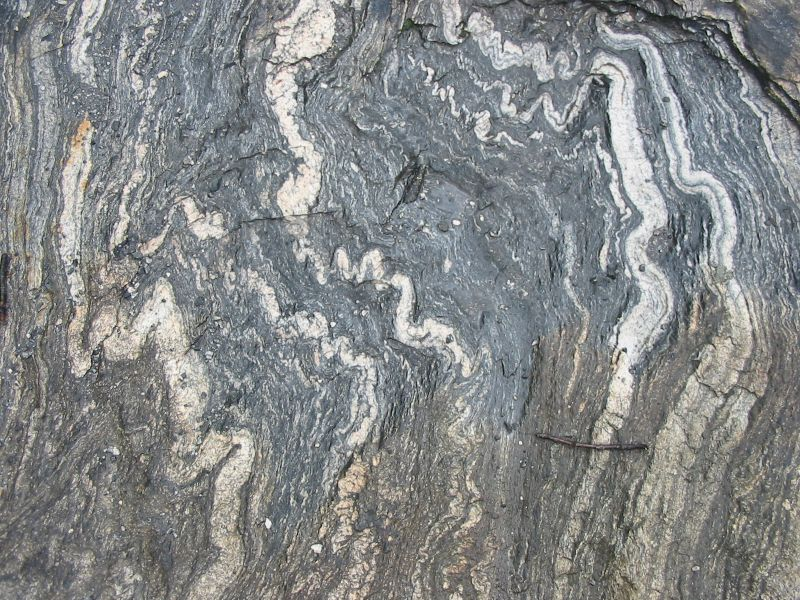
پاره‌گدازش در تشکیل میگماتیت نقشی اساسی دارد.

در زمین‌شناسی به فرایند ذوب شدن بخشی از یک صخره پاره‌گدازش (Anatexis) گفته می‌شود بویژه به هنگام تشکیل سنگ‌های دگرریختی از جمله میگماتیت.
پاره‌گدازش از برابرنهاده‌های فرهنگستان زبان فارسی است.